# Diclybothriidae
Diclybothriidae este o familie de monogeneeni în ordinul Diclybothriidea.

## Genuri
- Diclybothrium Leuckart, 1835[2]
- Paradiclybothrium Bychowski & Gusev, 1950[1]